# سيرك اجتماعي

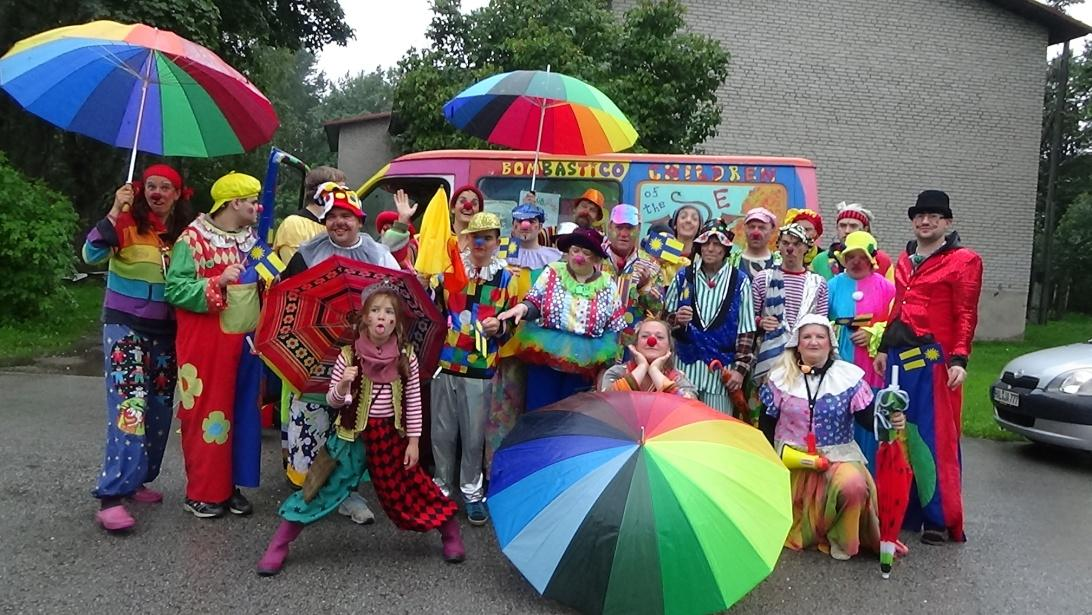
سيرك بومباستيكو-شوكوكابوم-جي، نارفا-جيسو 2016

السيرك الاجتماعي هو نوع من النشاط الاجتماعي الذي يستخدم فن السيرك وسيلة لإنجاز ما يهدف إليه هذا النشاط. وهو يُوجه لمساعدة أنواع مختلفة من المحتاجين مثل الشباب المهمشين أو المعرضين لمخاطر اجتماعية أو شخصية.
يسعى السيرك الاجتماعي إلى توسيع الفرص وتعليم المهارات القيمة للشباب المهمشين. السيرك الاجتماعي يقر ويقدر دور الفن والثقافة    بكونها عوامل قوية في تعليم الشباب المعرضين للخطر، وإنتاج المعرفة، وتعزيز تبادل الأفكار والخبرات، والتأثير على المجتمع (البرازيلي) والمنظمات العامة المسؤولة عن تعليم الشباب.[بحاجة لرقم الصفحة]